# 横井司
横井 司（よこい つかさ、1962年6月1日 - ）は、日本の近代文学研究者、文芸評論家。専門はミステリ（推理小説）。石川県金沢市出身。
大東文化大学文学部日本文学科卒業。専修大学大学院文学研究科博士課程修了。1995年、博士（文学）（学位論文「探偵小説のディスクール」）。1997年から『小説宝石』で翻訳ものの書評を担当した。
専修大学人文科学研究所特別研究員、社団法人日本推理作家協会会員、探偵小説研究会、新青年研究会、日本近代文学会会員、雑誌幻影城ファンクラブ「怪の会」元会員。

## 著書

### 共著
- 二階堂黎人編『密室殺人大百科 下（時の結ぶ密室）』原書房、2000
- 本多正一編『幻影城の時代 : 完全版』講談社（講談社box）、2008

### 編著
- 有栖川有栖・宮部みゆき・篠田真由美・柄刀一・山口雅也・北原尚彦著、横井司編『アリス殺人事件 : 不思議の国のアリス ミステリーアンソロジー』河出書房新社（河出文庫）2016

### シリーズ監修
- 『論創ミステリ叢書』（論創社）